# Marià V d'Arborea
Maria V d'Arborea fou fill de Leonor d'Arborea i de Brancaleone Doria. Fou proclamat pel Parlament el 1383 juntament amb son germà Frederic I d'Arborea. A la mort d'aquest el 1388 el va succeir en solitari. La mare va aconseguir alliberar al marit i a fer les paus amb els catalans pel tractat del 1388 en què Arborea retornava tots els territoris al rei de Catalunya-Aragó i es mantenia el jutjat (amb els seus antics límits) com a feu del rei. Brancaleone, presoner dels catalans, fou alliberat (1390) i era confirmat en els seus feus a l'illa de Sardenya. La mare va publicar la carta de lleis (Carta de Logu) composta per eminents juristes italians, el 1392. Just per aquell temps Brancaleone ja s'havia revoltat amb un exèrcit de deu mil homes amb els quals va atacar Sàsser i va conquistar tota la part nord de l'illa menys L'Alguer i Longosardo (Santa Teresa de Gallura), i tot seguit va fer el mateix al sud, deixant als catalans només el Castell de Càller.
A l'edat de 14 anys, d'acord amb la nova llei, Marià V fou declarat major d'edat i el nou jutge va acordar la treva amb Catalunya-Aragó, però el poder real va correspondre a Brancaleone. La mare va morir el 1402 de pesta. Marià va morir també de pesta el 1407 sense deixar hereus. El parlament va coronar a Guillem d'Arborea (Guillem II de Narbona), fill de Guillem I de Narbona que era fill de Beatriu (casada el 1363 amb el vescomte Aimeric VI de Narbona i morta el 1377)